# Thomas Zdebel
Thomas Zdebel (polnisch Tomasz Zdebel) [zdɛbɛl] (* 25. Mai 1973 in Katowice, Volksrepublik Polen) ist ein ehemaliger polnisch-deutscher Fußballspieler. Er war in Deutschland, Belgien und der Türkei aktiv. Von 2000 bis 2003 spielte er für die polnische Nationalmannschaft und beendete 2011 seine Karriere.

## Kindheit und Jugend
Zdebel wurde in Katowice geboren und wuchs dort auf. Sein Vater war Fußballspieler, konnte jedoch mit seinem Einkommen seine Familie nicht ernähren und arbeitete daher unter der Woche als Bergmann. Im Jahre 1988 zog er im Alter von 15 Jahren mit seinen Eltern als Spätaussiedler in die Bundesrepublik Deutschland und ließ sich in Düsseldorf nieder.

## Sportliche Laufbahn

### Vereinskarriere
Zdebel begann mit dem Fußballspielen im Nachwuchs von GKS Katowice. Nach dem Übersiedeln der Familie trat er der Jugend von Fortuna Düsseldorf bei. 1990 erhielt er bei Rot-Weiss Essen seinen ersten Vertrag für eine erste Mannschaft. Er blieb auch nach dem Lizenzentzug und dem folgenden Abstieg bei dem Verein. Im Jahre 1992 wechselte er zum 1. FC Köln, für den er im ersten Jahr in der zweiten Mannschaft spielte und 1993 erstmals in der Bundesliga zum Einsatz kam. In der Spielzeit 1992/93 wurde Zdebel mit dem 1. FC Köln Zwölfter und in der folgenden Spielzeit Elfter. In den folgenden beiden Jahren belegte Zdebel mit dem FC die Tabellenränge zehn und zwölf und in seiner letzten Spielzeit erneut den zehnten Tabellenplatz. Während seiner Zeit beim 1. FC Köln galt er anfangs als „Spielmacher-Talent“, später als „ewiges Talent“ und als „schlampiges Genie“.
Nach fünf Jahren in Köln ging er 1997 in die belgische Erste Division zum damaligen Meister Lierse SK. Mit dem Klub belegte er in seiner ersten Spielzeit den siebten Platz und  qualifizierte sich für die Champions League. In der Gruppenphase schied der Klub mit fünf Niederlagen und einem Unentschieden als Gruppenletzter aus. In seiner zweiten Spielzeit belegte Zdebel mit Lierse erneut den siebten Platz und gewann den belgischen Pokal. In der Spielzeit 1999/2000 belegte er mit Lierse im Punktspielbetrieb den achten Platz. Im UEFA-Pokal schied der Klub in der ersten Runde gegen den FC Zürich aus. In der Spielzeit 2000/01 wurde Zdebel mit Lierse SK Zehnter, im UEFA-Pokal schied man gegen Girondins Bordeaux aus. In seiner Zeit in Lier wurde Zdebel von Trainer Jos Daerden im Zentralen Mittelfeld eingesetzt, jedoch arbeitete er auch in der Abwehr mit.
2001 wechselte er in die Süper Lig zu Gençlerbirliği Ankara. In seiner ersten Spielzeit belegte er mit dem Klub den achten und ein Jahr später den dritten Tabellenplatz.
Zur Spielzeit 2003/04 verpflichtete ihn der VfL Bochum auf Empfehlung von Henrik Andersen. Im Aufstiegsjahr 2006 verlängerte er seinen Vertrag bis 2009. In der Winterpause 2008/09 sortierte Trainer Marcel Koller den Kapitän der Bochumer in die zweite Mannschaft aus. Als Grund wurden unzureichende sportliche Leistungen genannt. Da Zdebel die Entscheidung nicht nachvollziehen konnte, wechselte er in der Winterpause 2008/09 zu Bayer 04 Leverkusen.
Zur Saison 2010/11 verpflichtete ihn Alemannia Aachen. Er unterschrieb einen bis zum 30. Juni 2011 gültigen Einjahresvertrag. Nachdem er in der Hinrunde nur einige Male als Einwechselspieler und in der Rückrunde gar nicht zum Einsatz gekommen war, wurde sein Vertrag nicht verlängert. Daraufhin beendete er seine Karriere.

### Auswahleinsätze
Zdebel entschied sich, für die polnische Nationalmannschaft zu spielen und qualifizierte sich mit ihr für die Fußball-Weltmeisterschaft 2002, konnte jedoch aufgrund eines Bandscheibenvorfalls nicht am Turnier teilnehmen. Am 6. September 2003 machte Zdebel sein letztes Länderspiel, als er beim 2:0-Sieg im EM-Qualifikationsspiel in Riga gegen Lettland in der 89. Minute für Mirosław Szymkowiak eingewechselt wurde. Am 2. Oktober 2003 wurde er noch für das entscheidende Spiel in der Qualifikation in Budapest gegen Ungarn nominiert, kam aber nicht zum Einsatz.

### Titel und Erfolge
- Belgischer Pokalsieger 1999 mit Lierse SK
- Belgischer Supercupsieger 1999 mit Lierse SK
- Türkischer Pokalsieger 2001 mit Gençlerbirliği Ankara
- Aufstieg in die 1. Bundesliga 2006 mit dem VfL Bochum

## Trainerlaufbahn
Ab 2012 trainierte Zdebel die D-Jugend des SV Bergisch Gladbach 09 und ist seit 2014 Jugendkoordinator des Vereins. Vom 18. März 2015 bis 2. Oktober 2017 war er Trainer der ersten Mannschaft.
Von November bis Ende Dezember 2018 hatte Thomas Zdebel die Position des Cheftrainers beim Regionalligisten TV Herkenrath übernommen. Seit der Saison 2019/20 ist er Trainer der B-Jugend (U17) von Bayer 04 Leverkusen.

## Trivia
Zdebel leitet in Bergisch Gladbach eine Fußballschule. Er lebt mit seiner Frau und seinen Kindern in Bergisch Gladbacher Ortsteil Schildgen. Seine Tochter Sofie ist ebenfalls Fußballspielerin und spielt für Bayer 04 Leverkusen.